# Virginia Pozzi-Branzati
Virginia Pozzi-Branzati (11. Mai 1833 in Faenza – 2. April 1909 in Mailand) war eine italienische Opernsängerin der Stimmlage Sopran. Ihr Familienname scheint gelegentlich auch als Pozzi-Branzanti auf.

## Leben und Werk
Pozzi-Branzati zählte zu den führenden Sopranistinnen ihrer Zeit in Italien. Einer alten Tradition folgend beherrschte sie sowohl das Koloraturfach, als auch die Gestaltung dramatischer Rollen. Sie übernahm zahlreiche tragische Partien, wie die Titelrolle in Gaetano Donizettis Gemma di Vergy (1860 in Piacenza), einer Frau, die keine Kinder bekommen kann, verstoßen wird und schließlich den geliebten Mann ermorden lässt, oder als Schillers und Verdis Luisa Miller (1869 im Teatro Argentina in Rom), die gemeinsam mit ihrem Geliebten durch Gift verstirbt. Sie war aber auch im Melodramma serio vertreten, beispielsweise als Leonora in der Oper La Contessa d'Amalfi von Errico Petrella (1867 in Rimini und in Rom, 1871 in Ascoli Piceno), und konnte sowohl in der Semiseria (der halbernsten Oper), als auch im komischen Fach überzeugen. Als Donizettis Linda di Chamounix (1857 im Teatro Carlo Felice von Genua, 1862 in Parma) spielte sie ein Bauernmädchen, das kurzfristig dem Wahnsinn verfiel, als die Ehe mit dem geliebten Grafen zu scheitern drohte, die jedoch durch dessen Liebesbezeugung sehr schnell geheilt wurde. Als Norina im Don Pasquale und als Rosina im Il barbiere di Siviglia verdrehte sie älteren Herren den Kopf, setzte ihren Willen durch und heiratete letztendlich den hübschen und jungen Tenor.
Der erste bekannte Auftritt von Pozzi-Branzati datiert von 1853 – die Titelpartie in Carlo Pedrottis Florida am Teatro Grande von Brescia. Dieser Komponist, heute vollständig vergessen, war damals höchst beliebt und die Sängerin trat auch in drei weiteren seiner Opern auf – als Vittoria in Tutte in maschere (in Turin, 1861 in Triest und Mailand, 1862 in Nizza, 1866 in Bukarest),  als Isabella d'Aragon (1860 in Piacenza) und als Angelica in der Uraufführung von Guerra in Quattro (1861 in Mailand, 1862 in Parma). In ihrem Rollenverzeichnis stehen auch eine Reihe weiterer heute unbekannter Komponisten, wie Serafino De Ferraris, dessen Rigoletta in Pipelè sie 1857 in Bologna sang, oder Giuseppe Apolloni, dessen Leila in L'Ebreo sie in Catania und Bukarest verkörperte. Vom deutschen Komponisten Giacomo Meyerbeer, dem Meister der französischen Grand opéra, interpretierte sie zwei bedeutende Partien: die Inez in L’Africaine (1868 in Turin, 1870 an der Mailänder Scala) und die Valentine in Les Huguenots (1870 in Parma).
Als letzte Rolle ist Donizettis Lucia di Lammermoor verzeichnet, ebenfalls eine Frau, die dem Wahn verfiel, eine Frau, die jedoch selbst einen Mord verübte und nicht gerettet werden konnte. Sie sang diese Rolle 1877 in Reggio nell’Emilia und 1879 im Teatro Dante Alighieri von Ravenna. Zwischen Anfang und Ende ihrer Laufbahn lagen 26 Jahre im Dienste des Belcanto und viele Reisen durch ganz Italiens, aber auch jenseits der Grenzen. Bereits 1853 und 1854 gastierte sie im Theater am Kärntnertor  in Wien, 1862 und 1867 in Nizza, 1865 und 1966 in Bukarest und ihre Gastspiele in Russland waren derart erfolgreich, dass man sie als »la Frezzolini della Newa« lobte. Erminia Frezzolini war eine italienische Primadonna, die von 1838 bis 1860 die Opernszene dominierte.
Nach dem Ende ihrer Karriere verbrachte sie ihren Lebensabend in der Casa di Riposo per Musicisti, einem Altersheim für ehemalige Musiker in Mailand. Dieses wird auch Casa Verdi genannt, weil es von Giuseppe Verdi gestiftet wurde (und weil sowohl der Maestro, als auch seine zweite Ehefrau, Giuseppina Strepponi in der dortigen Gruft bestattet wurden). Pozzi-Branzati hatte in zumindest vier Verdi-Opern Hauptrollen gesungen: Neben der Luisa Miller verkörperte sie auch die Lucrezia in I due Foscari (1856 in Modena), die Gisela in I Lombardi (1867 in Nizza) und die Leonore in La forza del destino (1870 am Teatro Apollo in Rom).

## Rollen in Uraufführungen (Auswahl)
- Angelina in Carlo Pedrottis Guerra in quattro, Teatro della Cannobiana, Mailand, 23. Mai 1861, mit Pietro Mattioli-Alesandrini.[2] Dieselbe Rolle auch 1862 am Teatro Regio in Parma.
- [Rolle unbekannt] in Antonio Cagnonis Michele Perrin, Teatro Santa Radogonda, Mailand, 12. Mai 1864
- [Rolle unbekannt] in Lauro Rossis Gli artisti alla fiera, Teatro Carignano, Turin, 7. November 1868
- [Rolle unbekannt] in Antonio Buzzis L'Indovina, Teatro Regio, Turin, 1869
- Ofelia in Franco Faccios Amleto, Teatro alla Scala, Mailand, 9. Februar 1871 (Uraufführung der Zweitfassung).[3]

## Quelle
- Karl-Josef Kutsch, Leo Riemens: Großes Sängerlexikon, Band 4., S. 3750.